# 고베 전철
고베 전철 주식회사(일본어: 神戸電鉄株式会社, こうべでんてつ)는 효고현 남동부에서 고베시의 미나토가와 역을 기점으로 아리마 온천·산다 방면의 철도 노선을 운영하는 한큐 한신 홀딩스그룹의 철도 회사. 2004년까지는 준대기업 사철에 분류되고 있었다. 옛날에는 창업시의 회사명의 약칭으로부터 유래된 카미아리 또는 신유라는 명칭으로 불리었지만 회사명에서 아리마를 제외한 이후, 현재는 보통 신테쓰(神鉄,신철)로 불리며 연선에서는 신덴(神電,신전)이라고 부르는 연배자도 있다. 본사는 고베시 효고구 신가이치 1가 3-24.

## 역사
- 1926년 3월 27일 - 고베 아리마 전기 철도로서 설립.
- 1928년 7월 30일 - 버스 영업 개시.
- 1928년 11월 28일 - 아리마 선 개통.
- 1928년 12월 18일 - 산다 선 개통.
- 1936년 6월 29일 - 미키 전기 철도 설립.
- 1943년 8월 31일 - 직영 버스 사업을 신키 합동 자동차(신키 버스의 전신)에 양도.
- 1945년 11월 8일 - 아리마 선 다카토리도 역(당시) - 나가타 역간에서 탈선 사고 발생.
- 1947년 1월 9일 - 미키 전기 철도를 합병해, 카미아리 미키 전기 철도로 회사명 변경.
- 1949년 4월 30일 - 고베 전기 철도로 회사명 변경.
- 1949년 10월 1일 - 버스 사업, 새롭게 면허를 얻어 사업 재개.
- 1952년 4월 10일 - 아오 선 전노선 개통.
- 1968년 4월 7일 - 고베 고속 철도에 노선연장 개시.
- 1988년 4월 1일 - 고베 전철로 회사명 변경.
- 1991년 10월 28일 - 고엔도시 선 개통.
- 1995년 1월 17일 - 한신·아와지 대지진으로 피해를 받는다.
- 1995년 5월 1일 - 본사를 고베시 효고구 신가이치에서 고베 시 기타구로 이전.
- 1998년 9월 30일 - 버스 부문을 신테쓰 버스에 분사.
- 1999년 10월 1일 - 공통 승차 카드 시스템 「스루토KANSAI」에 가맹.
- 2004년 7월 20일 - 본사를 고베 시 기타 구에서 고베 시 효고 구 신가이치로 이전(복귀).
- 2006년 1월 22일 - 아리마구역에서 탈선 사고 발생. 2월3일에도 같은 사고가 생기고 있다.
- 2007년 4월 1일 - IC카드 「PiTaPa」도입.
- 2007년 9월 1일 - 「PiTaPa IC정기 서비스」대응.

## 노선
- 아리마 선 (미나토가와 ~ 아리마온천) 22.5 km
- 산다 선 (아리마구치 ~ 산다) 12.0 km
- 아오 선 (스즈란다이 ~ 아오) 29.2 km
- 고엔도시 선 (요코야마 ~ 우디타운추오) 5.5 km

## 차량

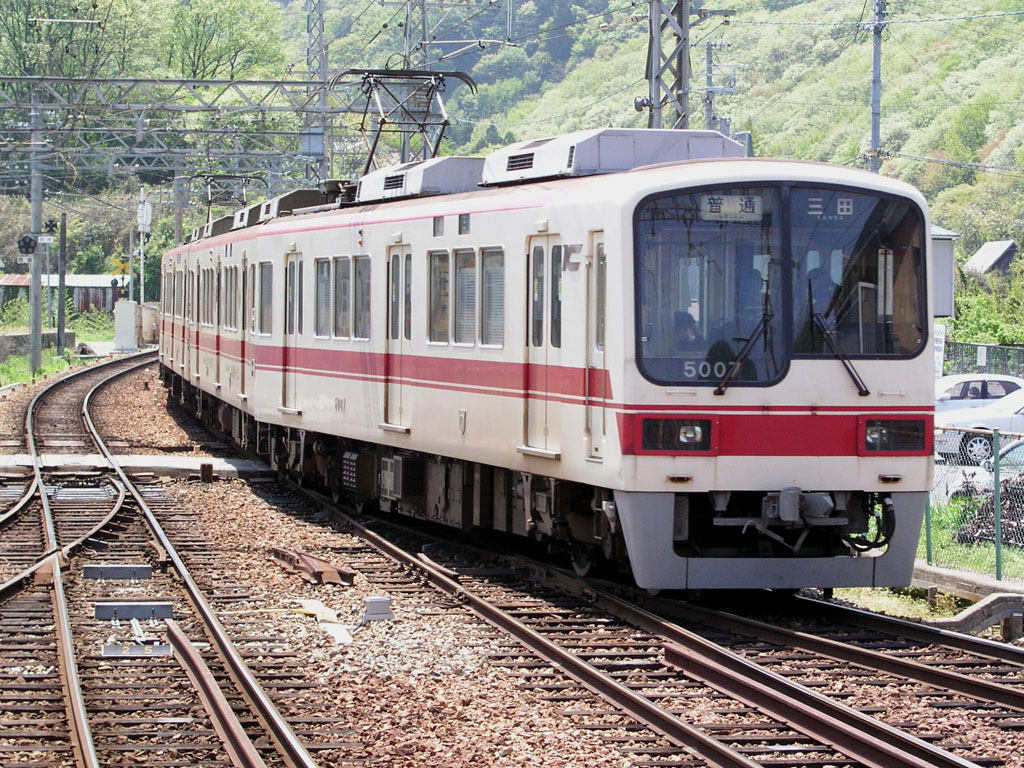
5000계

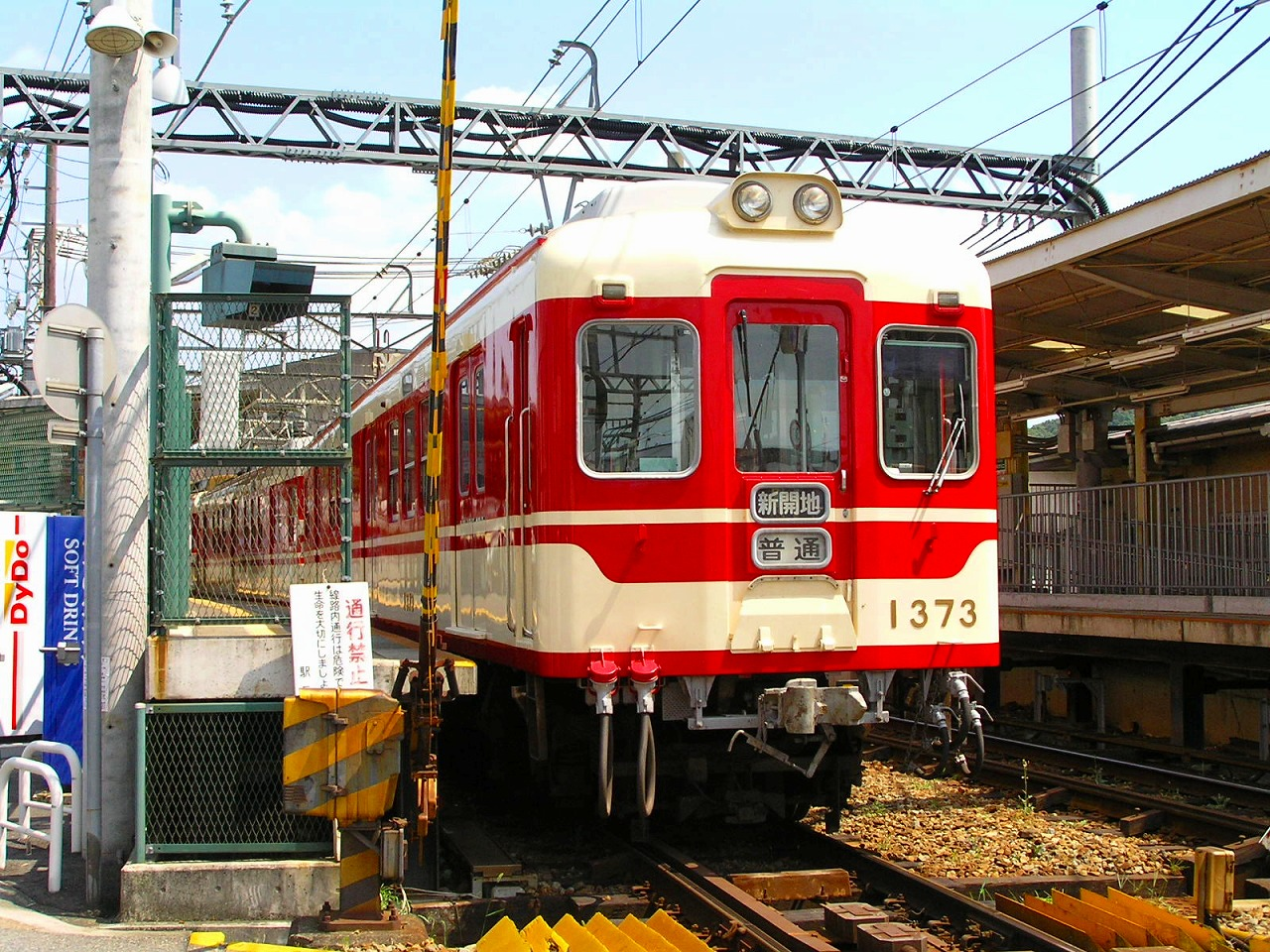
데1370형

어느 차량이든 험난한 구배에 대응할 수 있는 설계가 되고 있는 것이 특징이다. 또, 전영업차와도 많은 사철로 사용되고 있는 레진슈는 아니고 저속 역으로의 높은 감속 성능·기후 변화에 강한 주철 슈를 사용하고 있다. 그 때문에, 정차 시에는 독특한 소리와 높은 감속 성능을 얻을 수 있다(일부 부수차 제외). 또, 억속브레이크도 전영업 차량이라고도 3넛치 이상 탑재되고 있어 비상 전제라고 하는 공기 브레이크가 고장나 사용할 수 없게 되었을 경우를 상정해 모터를 한계까지 사용해, 정차 직전까지 감속할 수 있는 독특한 장치를 5000계와 6000계 이외의 영업 차량이 장비하고 있다(직통 예비 브레이크는 동계열을 포함한 전차량에 장비하고 있다).
모회사의 한큐 전철과 달리, 대부분의 차량이 현지의 가와사키 중공업제이다. 또, 개업 당초부터 전동기등은 미쓰비시 전기제로 통일되고 있다. 3000계 이후(1973년이후)에 제조된 차량(1000번대의 차량은 1979년제의 데1350형부터)는 마호가니조의 내장이나 농올리브색의 좌석 모켓트가 채용되고 있다. 현재의 편성은 4량이 주체이다. 냉방화율은 아직 100%가 되어 있지 않고, 2008년 4월 기준으로 1050형 2량(데1062·1064)과 1070형 3량(데1071 - 1073)이 비냉방인 채로 남아 있다.
2008년 6월 4일에 신형 차량(6000계 1편성 4량)의 영업이 개시되었다.
한큐 전철과 마찬가지로 차량을 신조 하는 것을「건조」라고 표현한다.

## 1인 승무
전선으로 1인 승무를 실시하고 있지만 열차내에서 요금을 수수 하지 않고, 역의 개찰구를 이용하는 이른바 「도시형 원맨 열차」이기 때문에 열차내에 운임 상자가 없다. 출퇴근 시간시에 운행되는 5량 편성의 열차는 증결 차량이 1인 승무 비대응이기 때문에 기관사가 2명 승차해 2인 승무 운행을 실시하고 있다. 또, 극히 일부에 한해 1인 승무로 개조되어 있지 않은 4량 편성 열차의 경우도 역시 기관사 2명 이상으로의 운행이 된다. 덧붙여 보기 드물게 이동을 위해 함께 탄 기관사나 관계자가 문취급이나 자동 방송을 보충하는 방송을 하는 경우가 있다. 또, 문취급은 동절기를 제외해 상시 전차량의 전비를 취급하기 위해, 홈에는 각 차량의 승강 상황을 비추는 감시 모니터가 설치되어 있다.
1인 승무 대응 차량에는 고베 전철 자동 방송 장치가 탑재되고 있다. 이것은 크게 나누어 2개의 기능이 있어 1개는 자동 방송 기능, 나머지 1개는 정차 위치 어긋남 방지 기능이다. 양 기능 모두 차바퀴의 회전수로부터 동작하는 구간을 산출한다. 이것은 터치 패널식에서 경우에 의해 사과 방송이나 어긋나 역에서의 당분간 정차하는 취지등을 수동에 의해 자동으로 방송을 흘릴 수도 있다. 그러나, 그 방송을 할지 어떨지는 기관사에 의해서 여러가지이고, 장시간 정차나 환승 안내외 긴급시에는 육성 방송을 실시하는 운전기사도 있다. 또, 비상 브레이크를 걸었을 경우등에는 완전 자동으로 「비상 브레이크가 걸립니다, 주의해 주세요.」 등이라고 하는 자동 방송이 흐른다. 덧붙여 6000계 전철에 탑재되고 있는 자동 방송 장치는 1개의 모니터로 자동 방송 장치나 차량의 정보를 표시 가능하고, 방향막이나 객실내 액정 모니터의 표시도 동시에 제어할 수 있다.
1인 승무화 되고 있는 차량으로 4량 편성의 것은 문상부에 적외선 센서가 뒤따르고 있어문에 일정한 크기 이상의 물체가 끼어 있는지를 감지하게 되어 있다. 연선의 병원,미용실,대학등의 광고 선전도 시내 버스의 음성광고와 마찬가지로 방송으로 가능하다.

## 운임
어른 보통 여객운임(소아는 반액). 2005년 12월 15일 기준.
| 거리 수        | 운임（엔） | 거리 수 | 운임（엔） |
| -------------- | ---------- | ------- | ---------- |
| 최초 구간 2 km | 170        | 24 - 26 | 570        |
| 3 - 4          | 230        | 27 - 29 | 590        |
| 5 - 6          | 290        | 30 - 32 | 610        |
| 7 - 8          | 340        | 33 - 36 | 640        |
| 9 - 10         | 380        | 37 - 40 | 660        |
| 11 - 12        | 400        | 41 - 44 | 680        |
| 13 - 14        | 440        | 45 - 48 | 700        |
| 15 - 17        | 480        | 49 - 54 | 720        |
| 18 - 20        | 510        | 55 - 58 | 740        |
| 21 - 23        | 540        |         |            |

이하의 구간의 운임에는 어른10엔·소아5엔의 환승 할인이 설정되어 있다.
- 나가타·마루야마 양 역과 미나토가와를 경유해 고베 고속 철도 각 역 및 한신 산노미야 역과의 사이.
- 미노타니·하나야마 양 역과 다니가미를 경유해 호쿠신 급행 전철 신코베역과의 사이.

노선의 70%가 산악 구간인 것, 고엔도시 선의 건설비의 상환, 승객수의 침체의 영향, 특히 근거리 구간에서의 운임이 비싸고, 이것이 승객의 침체를 부르는 악순환에 빠져 있다고도 지적된다. 사실 아오 선 연선이나 인구 급증 지대의 고엔도시 선 연선에서는 고베 전철보다 싼 운임의 신키 버스에 승객을 빼앗겼는데 아오 선에 있어 특히 심각하고, 2006년도와 2007년도는 과거 최악의 연간 12.7억엔의 적자를 계상하고 있어 2007년까지의 10연간의 누적적자가 102억엔에 달한다.
전역에서 PiTaPa 및 JR서일본의 ICOCA를 사용할 수 있다. 다만 다른 철도 사업자에 비해 ICOCA에의 요금 대응이 늦어 2008년 8월의 시점까지 충전 가능한 자동 매표기·정산기는 모두 설치되지 않고,ICOCA로 고베 전철을 이용하는 경우(특히 무인역에서 하차하는 경우)는 잔고에 주의가 필요했다. 2008년 10월에 그러한 자동 정산기는 IC 카드로의 충전·선불의 이용 이력·포스트페이의 이용 실적이 조회 가능한 신형으로 교체했다.
전역에서는 고베 고속 철도 경유 산요 전기 철도·한큐 전철·한신 전기 철도 각 역에의 연락 표를 구입할 수 있다. 이 안에서 한신측은 2009년 3월 20일에 한신 난바 선이 연신 개업해 긴테쓰 나라 선과 상호 직통 운전을 실시하게 되어 있지만, 연신 개업 후도 고베 전철측에서는 종래대로 4회사 연락표 밖에 발매하지 않기 때문에 고베 전철의 역으로부터 한신 난바 선을 개입시켜 오사카 난바 역(동선 개업 시에 긴테쓰 난바 역으로부터 개칭)으로 하차하지 않고 긴테쓰 나라선 방면으로 가려고 하는 경우는 오사카 난바 역까지의 연락 표를 구입해, 부족분을 도착역에서 정산할 필요가 있다.

## 계열사
- 주식회사 아리마 온천 기업(효고현 고베시 효고구)
- 주식회사 아리마 뷰 호텔(효고 현 고베 시 기타구)
- 오사카 신테쓰 도요나카 택시 주식회사(오사카부 오사카시 요도가와구)
- 주식회사 신테쓰 엔터프라이즈(효고 현 고베 시 기타 구) - 고베 전철 연선에서 슈퍼 「신테쓰 식채관」을 운영
- 신테쓰 관광 주식회사(효고 현 고베 시 효고 구)
- 주식회사 신테쓰 커뮤니티 서비스(효고 현 고베 시 기타 구)
- 신테쓰 택시 주식회사
- 신테쓰 버스 주식회사
- 주식회사 신테쓰 비즈니스 서포트(효고 현 고베 시 효고 구)
- 신테쓰 효고 골프 주식회사(효고 현 고베 시 기타 구)
- 호쿠신 급행 전철 주식회사 - 자본 관계에 대해 2007년 9월에 끊어져 현재는 한큐 한신 홀딩스를 통한 간접적인 연결에 지나지 않지만, 시설 운용면에 대해 다니가미 역의 플랫폼을 공유하는 관계는 계속하고 있다.